# Lludd a Llefelys
Pour les articles homonymes, voir Lud (homonymie).
Le conte de Lludd et de Lleuelys (Cyfranc Lludd a Llefelys en gallois) est un conte en moyen gallois écrit au XIIe ou au XIIIe siècle. Il est inclus dans les Mabinogion de Charlotte Guest au XIXe siècle. L'histoire est celle de deux frères qui règnent sur la « France » et la « Bretagne ». Le roi de l'île de Bretagne doit affronter trois fléaux qui s'abattent sur son pays, et demande conseil à son frère.

## Matière du conte
La succession de Beli
Beli Mawr, roi de Bretagne, avait quatre fils : Lludd, Caswallawnn, Nynniaw et Lleuelys. À sa mort, son fils ainé Lludd lui succède. Son règne est prospère, il améliore les fortifications de Londres et demande aux habitants de bâtir des maisons luxueuses, la ville est d'ailleurs parfois appelée Kaer Lludd. « C'était en même temps un bon guerrier, et il donnait généreusement et abondamment à boire et à manger à tous ceux qui le sollicitaient »
La couronne de France
À la mort du roi de France,  Lleuelys demande à son frère s'il peut aller demander l'unique héritière en mariage. Lludd donne son accord et une armée de chevalier part pour le continent. Les nobles et princes de France donnent leur accord pour le mariage et pour que Lleuelys hérite de la couronne. Son règne est marqué par la « sagesse, prudence et bonheur ».
Les trois fléaux de Bretagne
Puis trois fléaux majeurs s'abattent sur l'île de Bretagne. Ne trouvant pas de solution, Lludd va en France demander conseil à son frère Lleuelys.
- le premier est l'arrivée d'un peuple, les Corannyeit[2]. Ils ont l'ouïe si fine qu'aucune conversation sur l'île ne peut leur échapper. Pour se débarrasser des Corannyeit, il faut écraser des vers de terre dans de l'eau et les en asperger, c'est un poison pour eux.

- le second fléau est un cri terrifiant poussé chaque année en mai sur chaque maison : ce cri fait perdre toute force, fait perdre la raison, les femmes avortent et tout devient stérile. Le cri du second fléau est poussé par le dragon de Bretagne qui se bat contre un dragon « d'origine étrangère » ; il faut placer un seau d'hydromel au centre de l'île, les dragons vont se battre dans le ciel et retomber en se transformant en porcs, il suffit alors de les enterrer dans un coffre.

- le troisième est la disparition de toutes les provisions des résidences royales[3]. L'auteur en est un magicien qui a le pouvoir d'endormir. Lleuelys conseille à Lludd de veiller lui-même et de se plonger dans un baquet d'eau pour éviter le sommeil. Il devra le surprendre et le vaincre.

De retour en Bretagne, Lludd suit les conseils de son frère et se débarrasse des trois fléaux.

## Étymologie
Le nom Lludd provient de Nudd (par allitération avec le surnom Llawarian, « Main d'Argent »), qui est l'équivalent brittonique de Nuada Airgetlam dans la mythologie celtique irlandaise.
Phonétiquement, Llefelys, Lleuelys ou Llewelys fait penser à Louis, nom porté par de nombreux rois de France. Mais ce nom évoque également la figure du dieu Lug (gallois Lleu, irlandais Lugh). Il serait ainsi composé de la racine celtique *lugu-, « lumineux, brillant ».
Caswallawnn est l'équivalent de la figure historique Cassivellaunos et Nynniaw est, entre autres, le nom d'un ancien roi de Gwent.